# سيد جلال الدين داري
كا
رده:مقاله‌ها با اچ‌کاردها
تب ومخرج ومنتج سينمائي وتلفزيوني ومسرحي إيراني